# Połonina Caryńska
De bergpiek van de Połonina Caryńska is gelegen in het Nationaal Park Bieszczady in de Poolse woiwodschap Subkarpaten. Het hoogste punt van de bergrug is de piek genaamd «Kruhly Wierch». Deze heeft een hoogte van 1.297 meter. Het massief van de Połonina Caryńska strekt zich uit over een lengte van 5 kilometer.

## Wandelroute
Hoewel Połonina Caryńska vanuit verschillende richtingen bereikbaar is, is de groene wandelroute die begint vanaf de parkeerplaats tussen Brzegi Górne en Ustrzyki Górne de gemakkelijkste manier om de bergrug te bereiken. Het pad is erg steil en loopt door beukenbossen, hellingen met blauwe bosbessen (Vaccinium myrtillus) en alpenweiden. Zodra de groene route eindigt, neemt men op de T-splitsing de rode wandelroute in westelijke richting om de top te bereiken. De wandeling naar de top duurt circa 1 uur.

## Galerij

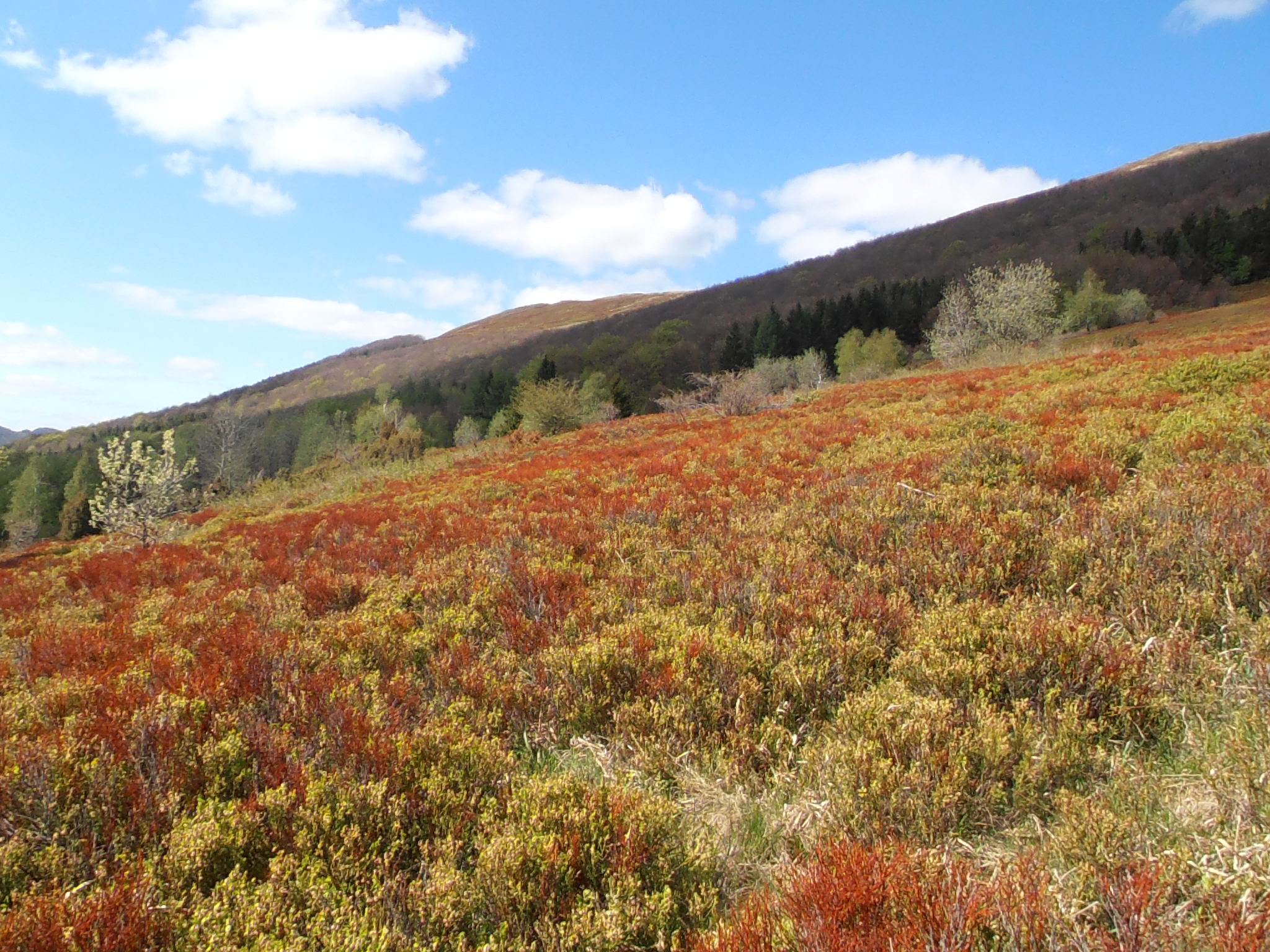
Zuidelijke helling van de Połonina Caryńska.
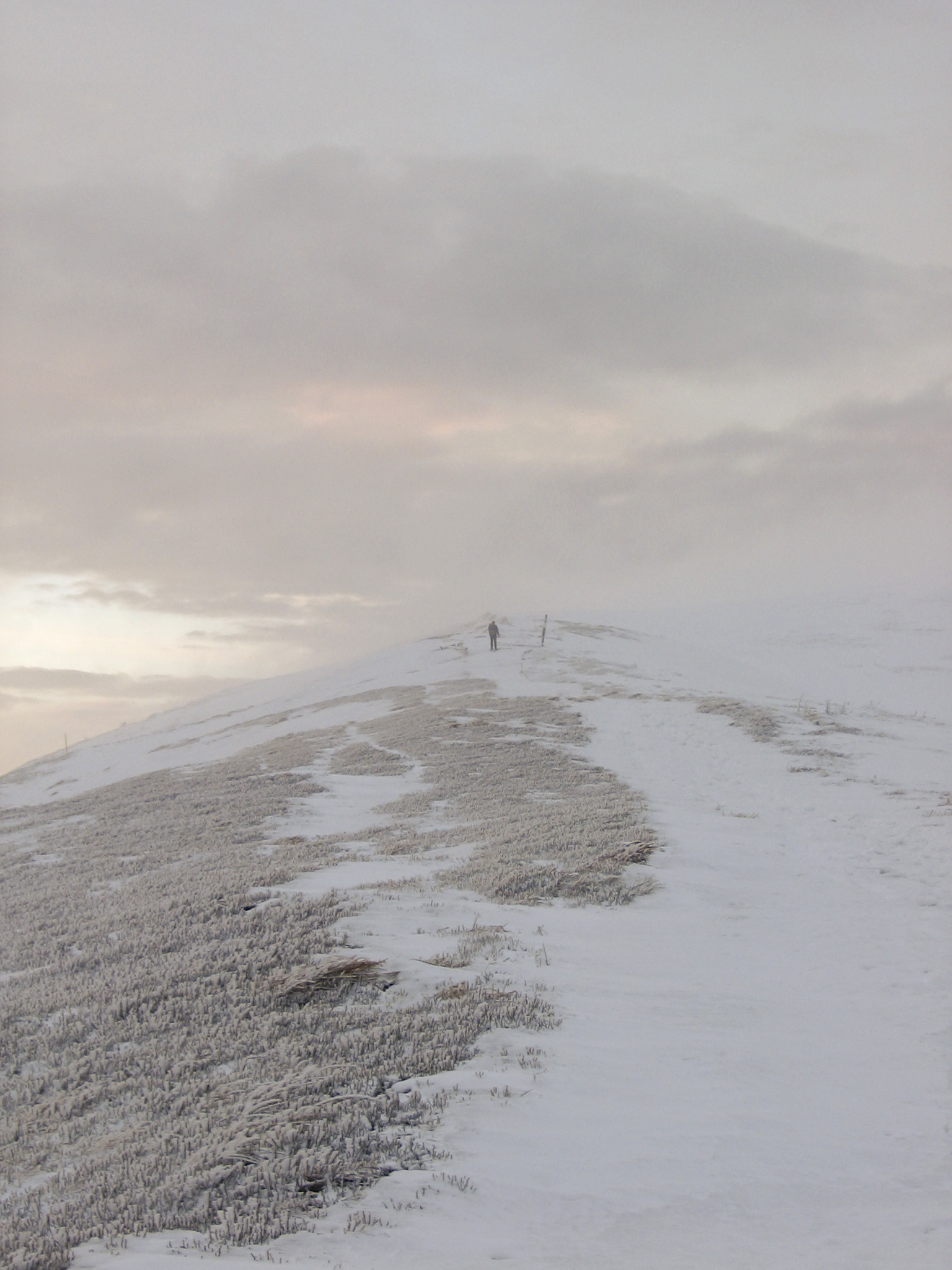
Połonina Caryńska in de winter.
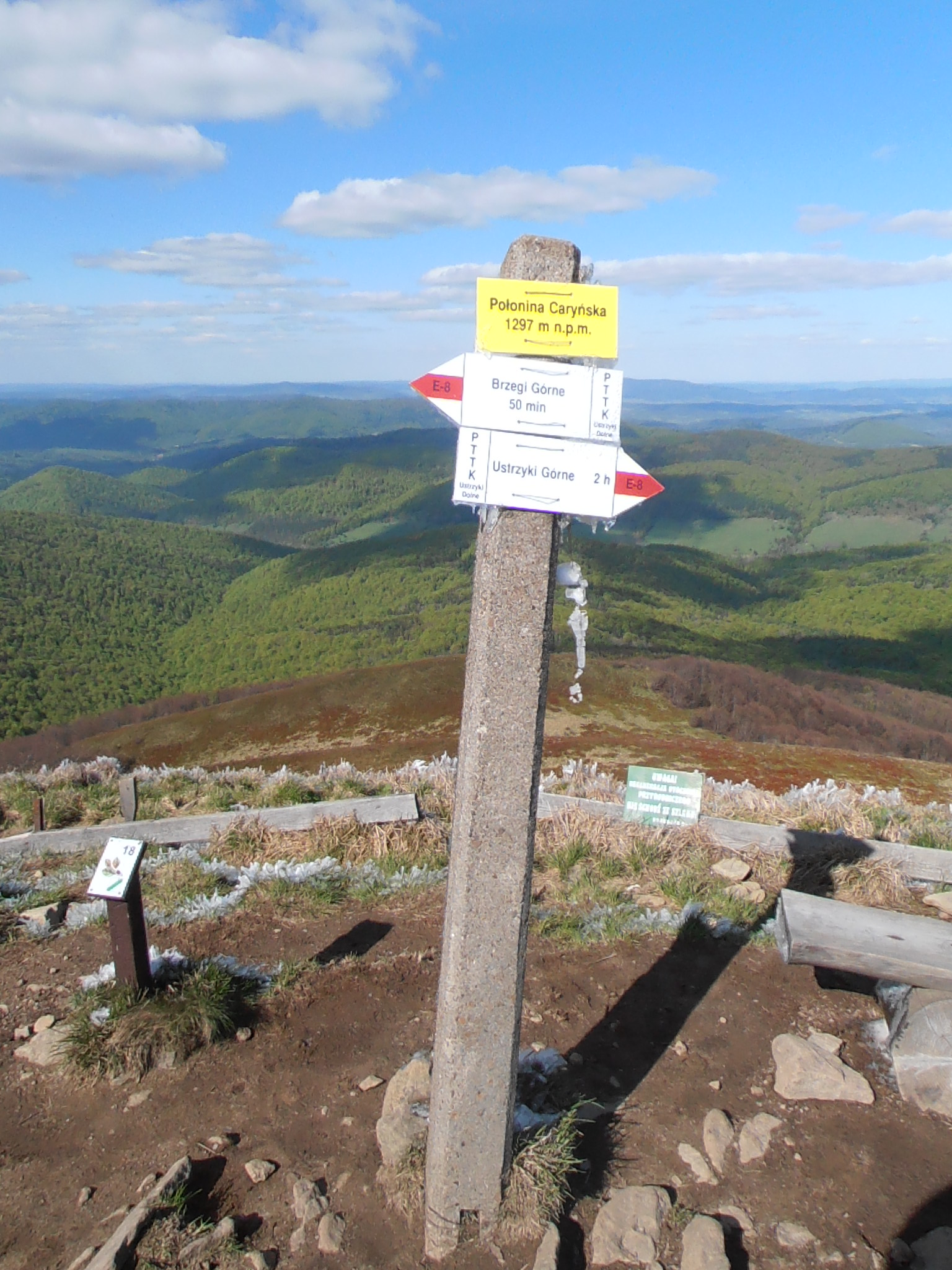
Hoogste punt van de Połonina Caryńska met uitzicht op het dal in noordelijke richting.
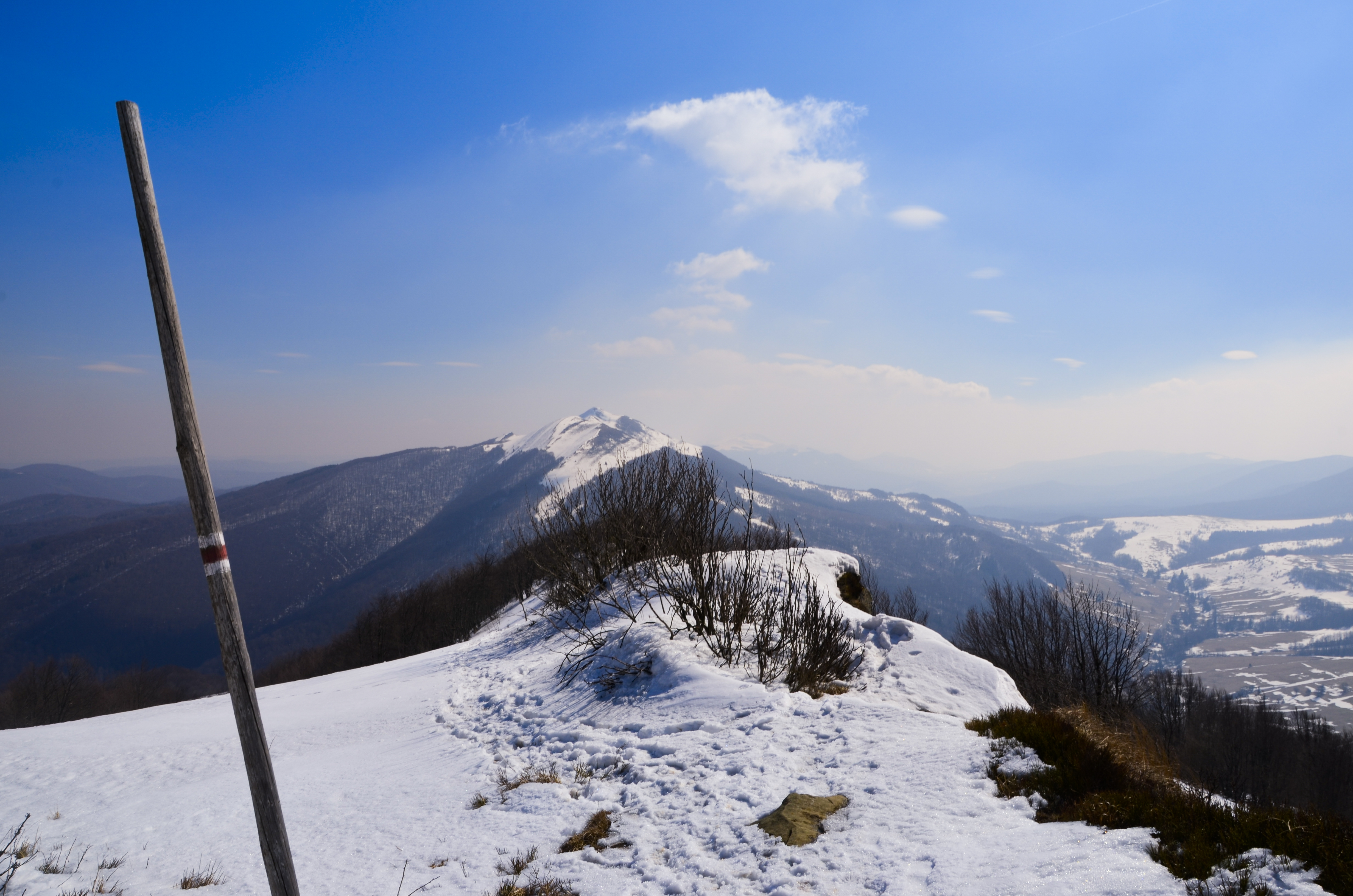
De bergkam Połonina Caryńska in het vroege voorjaar.
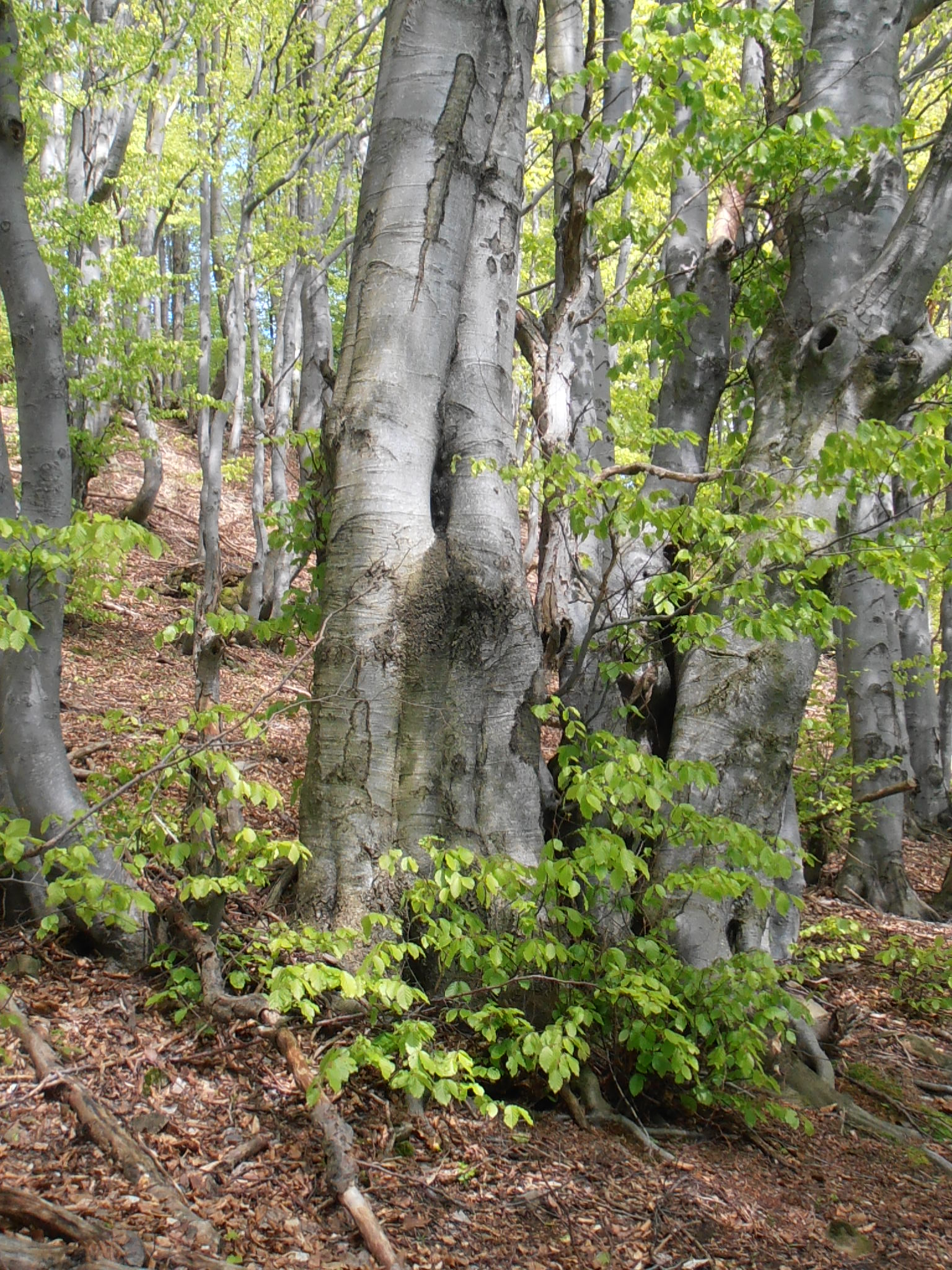
Oude beuk (Fagus sylvatica) langs de groene wandelroute op de zuidelijke helling van Połonina Caryńska.